# 銀河を継ぐ者
銀河を継ぐ者（ぎんがをつぐもの）は作画グループによる漫画作品。グループ会員による合作作品で、1981年（昭和56年）に講談社の週刊少女フレンド 9～13号にかけて連載された。

## 概要
当時の少女フレンド編集長から話を受けたばばよしあき（作画グループ代表）が、以前に志水圭から見せられた未発表漫画を原作として選んで企画がスタートした。また、それまで制作された合作では聖悠紀を中心としていたが、当時の聖は多忙であったことからサポートに回ることに。しかしメインキャラクターの一人であるクレーネを当初担当していた速水翼のキャラクターデザインが没になり、結局クレーネは聖が担当することになった。
なお、本作ではあずみ椋が脚本を担当、その後の合作でも志水とあずみは主要なメンバーとなって作品が制作されることになった。

## あらすじ
その寿命を迎えようとしている太陽・ビシニアンを見上げながら100年余に渡って戦争を続けてきたロギナ共和国とシリカ帝国。その社会は支配者である人間（ヒューマン）と、使役される亜人（サブヒューマン）によって成り立っていた。亜人は超能力を操れるものの、5歳から与えられる薬物「エラン」によって人間に逆らうことが出来ずにいた。
4歳の時に亜人収容所を脱出したガイは長じて宇宙海賊となり、ロギナ共和国軍の旗艦オーディンを襲撃した際に、艦長として乗艦していた幼なじみのクレーネと再会する。しかし混乱の最中、シリカ帝国軍に攻撃を受けたオーディンは地上に墜落。辛うじて脱出し、負傷して倒れているところをミルダによって救われたガイは、人間であるミルダが亜人であるアトルと姉弟として暮らしていることに驚愕する。
一方、乗員の中でただ一人助かったクレーネはエランの禁断症状で意識を失ったのちに救出されるが、自分がエランを必要としなくなっていることに気づく。
ロギナ軍に捕らえられたガイは、処刑寸前にクレーネの部下によって救出されてミルダたちと再会するが、そこをロギナ軍偵察機に発見・襲撃された。危機に際し、能力によって偵察機を500キロも瞬間移動させたアトルだったが、その代償として近くを飛んでいた小鳥の命を奪ってしまう。アトルは物質や生命エネルギーを変換して念動力に出来る能力者で、精神力のみを使う普通の亜人と違って事実上そのエネルギーは無限。ガイはアトルが伝説に語られる「救世主」ではないかと考える。
そんな中「救世主」を名乗るクレーネによってエランから解き放たれた亜人たちは人間への反乱を起こす・・・

## スタッフ
- 監督 - ばばよしあき
- 原作 - 志水圭
- 脚本 - あずみ椋
- 演出 - 聖悠紀

### キャスト
- ガイ - 志水圭
- クレーネ - 聖悠紀
- アトル - あずみ椋
- ミルダ - 神坂智子
- セーリオン - 中田雅喜
- アデルフォス - さとうひとみ
- ティナ - なかがわとむ
- ラトス将軍 - 神坂智子
- エレミア - 速水翼
- ミルダの祖母 - 深沢みどり
- 亜人の女 - 植田祐子
- 役人 - かぶと虫太郎
- キビィ - 中田雅喜

### 効果
- 志島銀
- 河端比呂美
- 英真琴
- 山野あき
- 管藤圭子
- 新目朱雀
- ぱく・あきら
- 大屋正広
- 中島昌利
- たきおれい
- 巌築美香
- 江田敦美
- 佐久間一郎
- 国沢徳仁
- 日浦はつき
- 榎野彦
- 大塚多恵子
- 鈴木隆和

### 特殊効果
- 神崎さとる
- 八木智芳

## 単行本
連載された1981年に講談社コミックスフレンド（KCフレンド）から、また1987年（昭和62年）にはSG企画から作画グループの「合作大全集」第1回配本として刊行された。なお、サブタイトルは『スターライトソルジャー』だが、KCフレンドではカバータイトルが『SF 銀河を継ぐ者』となっている。
2016年（平成28年）1月にはゴマブックス経由で電子書籍として配信されている。
- 『銀河を継ぐ者』1981年10月15日、講談社コミックスフレンド、ISBN 4-06-109790-3（初版発行当時はISBNなし）
- 『銀河を継ぐ者』1987年11月30日、SAKUGA GROUPシリーズ 合作大全集4